# دانا ليبوفسكي
دانا سو ليبوفسكي (مواليد 1958) هي عالمة آثار وأحياء عرقية. وهي أستاذة في جامعة سايمون فريزر، ورئيسة سابقة لجمعية الأحياء العرقية، نالت جائزة سميث-وينتيمبرغ في عام 2018. يركز بحثها على علم البيئة التاريخية للشعوب الأصلية في ساحل شمال غرب المحيط الهادئ.

## التعليم والسيرة المهنية
درست ليبوفسكي لشهادة البكالوريوس في جامعة ميشيغان، ودرست للماجستير في جامعة برتش كولومبيا في عام 1985 ولشهادة الدكتوراه في جامعة كاليفورنيا، بيركيلي عام 1995. كانت أطروحتها في الدكتوراه عن علم النباتات الشعبية القديمة في بولينيسيا. وكانت أستاذة في جامعة سايمون فريزر منذ عام 1995.
ركز بحث ليبوفسكي على الشعوب الأصلية في ساحل شمال غرب المحيط الهادئ وكيف تفاعلوا مع بيئتهم في الماضي. وقد عدلت التفكير الأنثروبولوجي عن علم البيئة التاريخية للساحل الشمال غربي وذلك بواسطة تبيان أن مجتمعات الشعوب الأصلية هناك لديها تاريخ طويل في إدارة مصادر الغذاء الساحلية بشكل مكثف. لقد بينت بالأخص قِدَم اصطياد سمك الرنجة وحدائق المحار الملزمي في المنطقة، ويرجع الأخير إلى 3500 عامًا في القِدَم. يُعد بحث ليبوفسكي بحثًا متعدد الاختصاصات، يجمع بين علم الآثار، علم النباتات القديمة الشعبية، علم البيئة التاريخية، ودامجًة معها المعرفة التقليدية للسكان الاصليين.
وقد عُرِفَ عملها بسبب ارتباطه بالمجتمعات الأصلية، وفي عام 2017 حصلت ليبوفسكي على جائزة وارين جيل للتأثير على المجتمع من قبل جامعة سايمون فريزر. وقد عملت أيضًا كرئيسة جمعية الأحياء العرقية، ونالت في عام 2018 جائزة سميث-وينتيمبرغ جمعية الآثار الكندية. وكانت رئيسة تحرير مجلة الأحياء العرقية منذ عام 2013.
تملك ليبوفسكي سجلًا مميزًا من المنشورات وعروض المؤتمرات. فهي تعمل كمحررة في ثلاث مجلات ذات المواضيع الخاصة ونشرت 75 فصل كتاب ومقالات مراجعة من قبل الأقران، وقدمت في السنوات السبع الأخيرة وحدها ما يقارب 50 ورقة وعروض الملصقات في مؤتمرات، ناهيك عن المحاضرات العامة لمجموعات من المجتمع والمدرسة. وقامت أيضًا بإنشاء موقعين إلكترونيين تفاعليين موجهين للجمهور العام وتعمل حاليًا على الموقع الثالث، بالتعاون مع المجتمعات الأصلية. ألفت ليبوفسكي العديد من منشوراتها بشكل مشترك مع طلابها، مبينًة مدى جدية تعاملها مع دورها كمرشدة للجيل القادم من علماء الآثار. كما ذكر في رسالة الدعم إلى ترشيح ليبوفسكي من قبل ديف بورلي، منشوراتها فيها:
«جمهور القراء العالمي الواسع والعديد من جوانب عمل دانا تفوق علم الآثار في حد ذاته، موفرًة البيانات والأفكار لعلماء البيئة البحرية والبرية، المخططون والدوائر الحكومية وغيرهم.»
بالإضافة إلى بحوثها، تدريسها وإرشادها، استطاعت ليبوفسكي بطريقة ما أن تجد وقتًا لتعمل كمحررة في جريدة، تنظم المؤتمرات، وتعمل كرئيسة لجمعية الأحياء العرقية. تعتبر مساهمة دانا لعلم الآثار الكندي نموذجية حقًا، وبالأخص عملها على علم النباتات الشعبية القديمة، علم البيئة التاريخية، والتعاون مع الناس السكان الأصليين. وإنجازاتها في علم الآثار تكبر وتتحسن يومًا بعد يوم مع كل سنة تمضي.

## منشورات مختارة
- الأحياء العرقية في كولومبيا البريطانية– جامعة برتيش كولومبيا 2003
- استكشافات في الأحياء العرقية: ميراث أماديو ريا - جمعية علم الأحياء العرقية 2013